# Paradoxoglanis
Paradoxoglanis es un género de peces actinopeterigios de agua dulce, distribuidos por ríos y lagos de África.

## Especies
Existen tres especies reconocidas en este género:
- Paradoxoglanis caudivittatus Norris, 2002
- Paradoxoglanis cryptus Norris, 2002
- Paradoxoglanis parvus Norris, 2002